# Лунка (Арджеш)
Лунка (рум. Lunca) — село у повіті Арджеш в Румунії. Входить до складу комуни Ботень.
Село розташоване на відстані 111 км на північний захід від Бухареста, 40 км на північний схід від Пітешть, 140 км на північний схід від Крайови, 65 км на південний захід від Брашова.

## Населення
За даними перепису населення 2002 року у селі проживали 578 осіб. Рідною мовою 577 осіб (99,8%) назвали румунську.
Національний склад населення села:
| Національність | Кількість осіб | Відсоток |
| -------------- | -------------- | -------- |
| румуни         | 567            | 98,1%    |
| цигани         | 11             | 1,9%     |